# Ovidiu Mendizov
Ovidiu Ionuț Mendizov (n. 9 august 1986, în Brașov, România) este un fotbalist român care evoluează la clubul Milsami Orhei pe postul de fundaș.